# Crisi de deute
En economia s'entén per crisi de deute, també coneguda com a crisi de deute públic o crisi de deute sobirà, aquella situació de tensions i dificultats que sorgeixen en el finançament de la hisenda pública d'un país. Els problemes es poden manifestar en la impossibilitat de pagament dels compromisos assumits per l'Estat, la dificultat per trobar inversors disposats a realitzar nous préstecs o en l'elevació del tipus d'interès que han de pagar els Estats per l'emissió de nou deute.
L'origen d'aquestes crisis es produeix per una acumulació creixent de deute públic emesa per finançar els dèficits pressupostaris acumulats d'un país. La crisi es desencadena quan l'import total del deute és d'una quantia en la qual l'Estat no pot atendre el pagament dels interessos o la devolució dels capitals prestats, perquè aquests arriben a un percentatge considerable dels recursos públics. Es parla de crisi de deute extern en els casos en què la hisenda pública tingui un excessiu deute enfront de la resta del món, i no tingui divises per satisfer els seus interessos i amortitzacions.

## La magnitud de la crisi
Per calcular la magnitud del problema del deute públic en una economia, es tenen en compte tres ràtios fonamentals:
1. La relació entre deute públic i PIB
2. La relació entre dèficit públic i PIB
3. L'assequibilitat del deute, que és el percentatge que suposen els costos per interessos del deute en els ingressos fiscals de l'Estat.

## La fallida del deute sobirà
Davant la impossibilitat de l'Estat de seguir pagant els interessos del deute o d'amortitzar-lo, no queda altra solució als governs que anunciar la declaració de fallida o impagament. Al llarg de la història aquestes declaracions de fallides han adquirit diverses manifestacions, podent ser:
- Els repudis,[1] que signifiquen el no reconeixement per un rei o govern del deute emès per altres governs previs.
- Els repudis encoberts, que són reestructuracions del deute decidides unilateralment pels governs.
- Els arranjaments del deute que impliquen la reducció del nominal dels títols, la rebaixa del tipus d'interès nominal, la retallada del rendiment net o l'allargament del venciment dels títols. Aquests arranjaments sovint es pacten amb els inversors estrangers.

En altres moments, sobretot quan el deute és de caràcter intern, s'ha recorregut a una forma diferent de solucionar aquestes crisis, mitjançant l'emissió de moneda, el que significava un impost inflacionista, ja que el creixement dels preus rebaixava el valor real del deute i del tipus d'interès real.